# Aniello Falcone

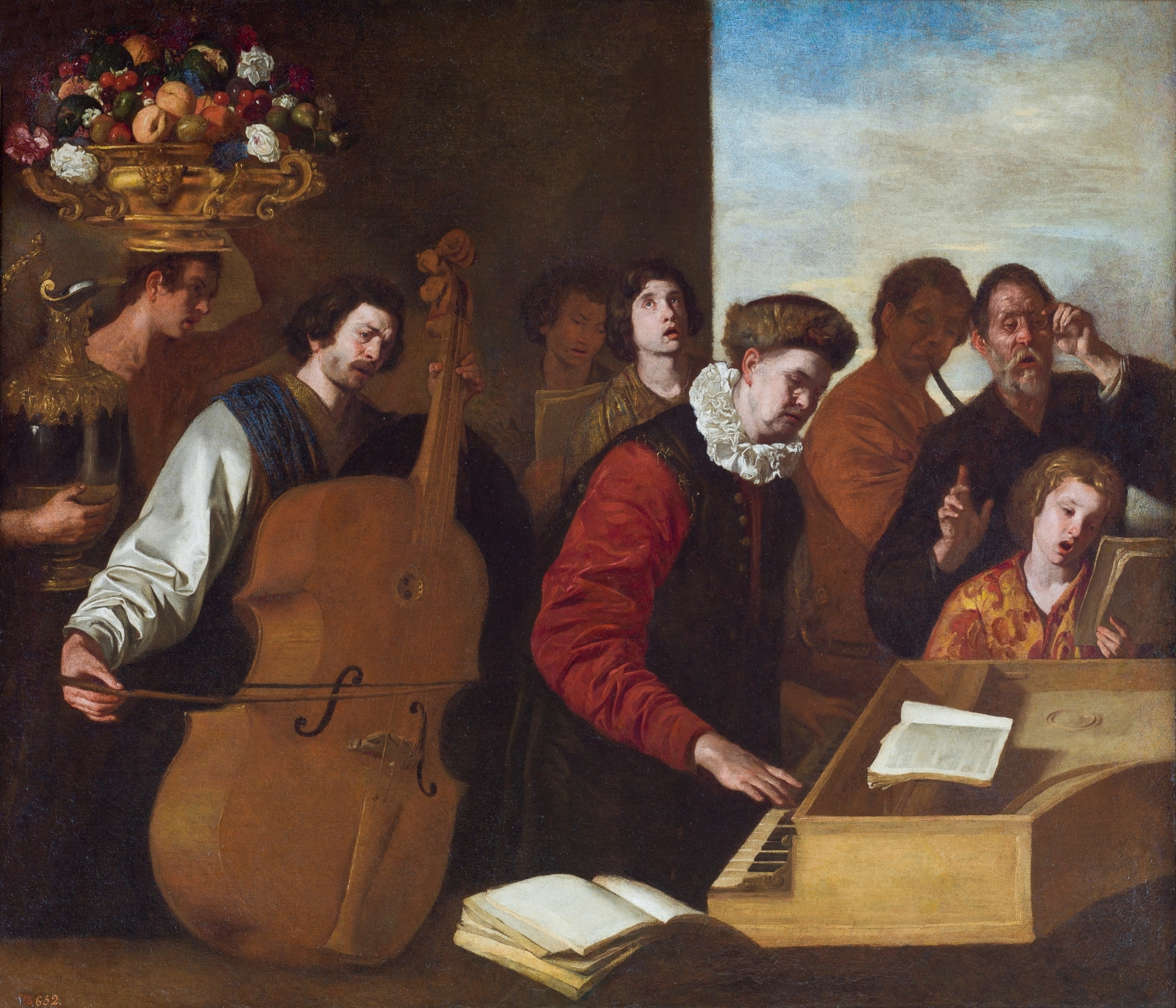
Aniello Falcone – Konserten

Aniello Falcone, född 1600, död 1665, var en napolitansk konstnär.
Falcone utgick från Caravaggio och Giuseppe Ribera samt från Domenichino och holländarna och framträder särskilt som bataljmålare. Bland hans lärjungar märks Salvator Rosa. Inom freskomåleriet införde Falcone nya färg- och ljusproblem. En bataljmålning av honom finns på Nationalmuseum i Stockholm.